# Pylaisiadelpha tristoviridis
Pylaisiadelpha tristoviridis là một loài Rêu trong họ Sematophyllaceae. Loài này được (Broth.) Afonina, Tsubota & Ignatova mô tả khoa học đầu tiên năm 2007.